# Mairie d'Angers
La Mairie d'Angers désigne l'administration et les élus municipaux qui siègent à l'hôtel de ville d'Angers.

## Histoire

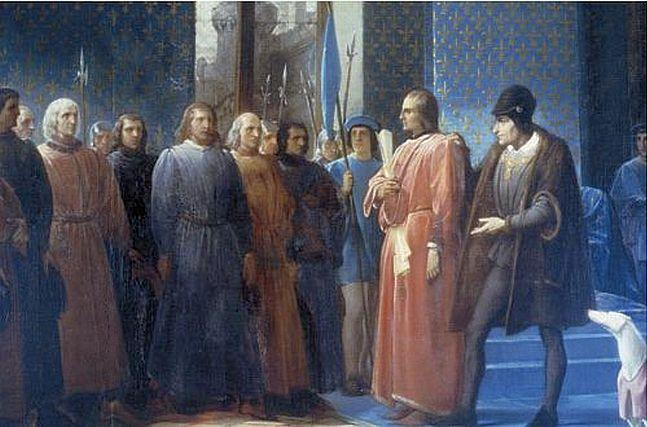
Remise de la charte aux bourgeois de la ville d'Angers par le roi de France Louis XI en 1474, par Jules Dauban (1901). Cette peinture est conservée au premier étage de la mairie.

La Mairie d'Angers fut créée par Louis XI en 1474. Louis XI manœuvrait contre le Roi René, son oncle, dont il désirait annexer le domaine angevin. Louis XI se rendit à Angers avec son armée, sous couvert d'une visite de courtoisie. René d'Anjou, qui résidait dans sa résidence de chasse de Baugé, non loin d'Angers, vit arriver son neveu, le roi de France, sans se douter qu'une fois dans la cité angevine, le roi demanderait les clefs de la capitale de l'Anjou. La surprise fut totale. Louis XI installa aussitôt une garnison dans le château d'Angers et en confia le commandement à Guillaume de Cerisay. 
À 65 ans, le roi René ne voulut point commencer une guerre avec son neveu le Roi de France. Il lui céda l'Anjou sans combat et se tourna vers la Provence dont il était le souverain et qu’il rejoignit aussitôt. Louis XI nomme Guillaume de Cerisay gouverneur de l'Anjou, ainsi que maire de la cité d'Angers. L'Anjou cessa dès lors d'être un apanage et entra définitivement dans le domaine royal.
Guillaume de Cerisay, par décret royal, devait rester maire d'Angers jusqu'à sa mort, puis des élections devaient se tenir tous les trois ans pour désigner le maire. En fait, le 4 mai 1484, les lettres patentes de Charles VIII mirent un terme au mandat à vie de Guillaume de Cerisay comme maire d'Angers. Les Angevins et leurs échevins, élurent librement leur nouveau maire chaque année.

## Bâtiments

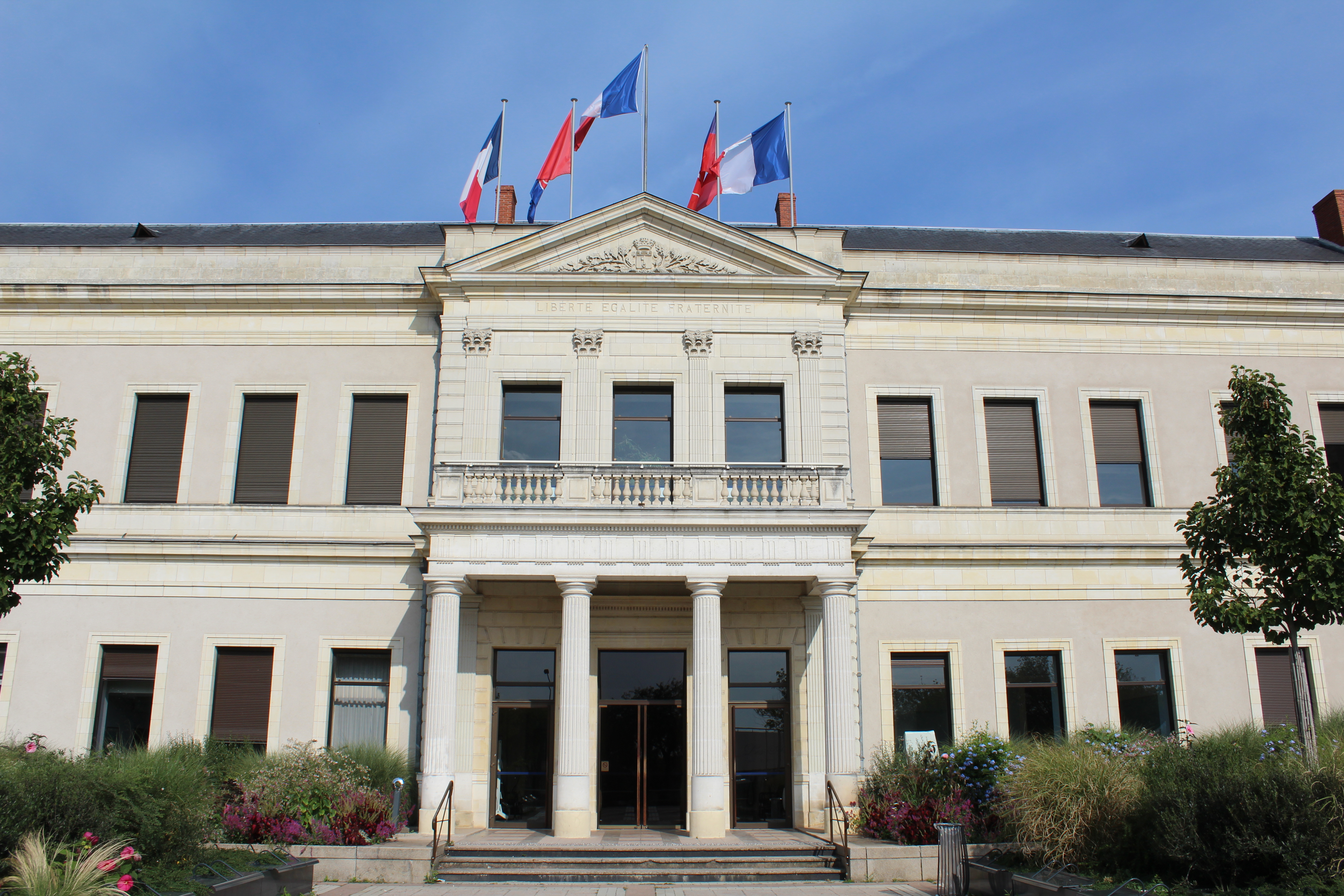
Hôtel de ville d'Angers

## Publication
Vivre à Angers  est le journal municipal d'informations édité par la mairie d'Angers. Il fut lancé au mois d'avril 1977, après la victoire électorale de la gauche aux élections municipales du 13 mars 1977. 
La nouvelle équipe élue au conseil municipal d'Angers, édita un nouveau bulletin municipal, avec pour directeur de la publication, Jean Monnier, nouveau maire angevin, élu à la tête d'une liste d'Union de la gauche.
Le magazine est gratuit, mensuel, et vise à promouvoir le dynamisme et l'attractivité d'Angers à travers le département de Maine-et-Loire, la région des Pays de la Loire et toute la France. 
Chaque mois il publie des informations sur l'avancement des projets urbains, (Tramway, économie locale, activités sportives, culturelles et festives) ainsi que les échanges avec les villes étrangères jumelées à Angers. La revue donne une place importante aux reportages à travers les quartiers, ainsi qu'aux citoyens angevins. Une rubrique "Histoire" présente soit un personnage historique angevin ou lié à Angers, soit un monument ou un lieu particulier chargé d'histoire. Enfin une rubrique "Tribune" permet à la majorité municipale et à l'opposition de s'exprimer auprès de l'ensemble de la population.
Depuis 1998, le directeur de la publications est Jean-Claude Antonini, maire d'Angers, ancien adjoint de Jean Monnier aux affaires municipales. 
Depuis janvier 2011, Vivre à Angers a un format tabloïd et une augmentation de la pagination atteignant 40 pages. Le tirage varie et tourne autour de 85 000 exemplaires.